# Abigail Adams
Abigail Adams (n. Smith, 11 noiembrie 1744, Massachusetts, SUA— d. 28 octombrie 1818, Massachuttes) a fost soția lui John Adams, al doilea Președinte al Statelor Unite ale Americii, și mama lui  John Quincy Adams, al șaselea președinte al  Statelor Unite ale Americii. Ea a fost prima  a doua doamnă a SUA și a doua primă doamnă SUA.

## Date biografice
Abigail Adams s-a născut în Weymouth, Massachusetts la 11 noiembrie 1744, fiind fiica reverendului William Smith și a lui Elizabeth (n. Quincy) Smith.
Instruită în întregime acasă, Abigail a devenit o cititoare avidă de istorie. S-a căsătorit cu John Adams în 1764 și a născut 6 copii:
- Abigail ("Nabby")  (1765-1813)
- John Quincy Adams (1767-1848)
- Susanna Boylston (1768-1770)
- Charles (1770-1800)
- Thomas Boylston Adams (1772-1832)
- Al șaselea copil, Elizabeth, s-a născut mort în 1777.

În anul 1774, a început o corespondență intensă cu soțul său, pe când acesta participa la Congresul Continental din Philadelphia, descriindu-și viața de zi cu zi și discutând cu inteligență despre afacerile publice din timpul Revoluției americane. A continuat să scrie  scrisori rudelor și prietenilor în timpul șederii în Europa (1784 - 1788) și la Washington DC (1789 - 1801), în timpul carierei diplomatice și prezidențiale a soțului său.